# Cisia Wola
Cisia Wola – wieś w Polsce położona w województwie małopolskim, w powiecie miechowskim, w gminie Książ Wielki. Miejscowość leży w odległości ok. 3 km na południe od Książa Wielkiego, oraz przecina ją droga wojewódzka nr 772.
W latach 1975–1998 miejscowość administracyjnie należała do województwa kieleckiego. Integralna część miejscowości: Trąby.